# Lankascincus sameerai
Lankascincus sameerai — вид сцинкоподібних ящірок родини сцинкових (Scincidae). Ендемік Шрі-Ланки. Описаний у 2020 році.

## Поширення і екологія
Lankascincus sameerai відомі з типової місцевості, розташованої в горах Раквана в окрузі Матара на півдні острова Шрі-Ланка, на висоті 1000 м над рівнем моря. Вони живуть у вологих тропічних лісах, серед опалого листя. Ведуть денний спосіб життя.